# Conducta impropia
Conducta impropia es un documental de 1983 dirigido por Néstor Almendros y Orlando Jiménez Leal que trata sobre la persecución de homosexuales e intelectuales en Cuba desde los inicios de la Revolución Cubana hasta los primeros años 1980.

## Producción
En él se entrevista a varios nombres relevantes de la cultura cubana (el bailarín Lorenzo Monreal, Reinaldo Arenas, Jorge Ronet, Luis Lazo, Mireya Robles, el actor de teatro Rafael de Palet, Jorge Lago, Heberto Padilla, el poeta José Mario Rodríguez, Guillermo Cabrera Infante) y se demuestra la existencia de campos de concentración para gays en la Cuba de Fidel Castro.